# Wissenschaft und Technik
Wissenschaft und Technik ist eine vom Kulturbund zur Demokratischen Erneuerung Deutschlands, Abt. Verbreitung Wissenschaftlicher Kenntnisse herausgegebene Buchreihe. Sie erschien seit 1952 in Berlin im Aufbau-Verlag, später erschien sie in Leipzig und Jena im Urania Verlag. Ihr Nebentitel lautet: Wissenschaft und Technik verständlich dargestellt. Der Band 63 erschien 1955. Neben den beiden Unterreihen Naturwissenschaft und Technik umfasste sie auch eine zu den Gesellschaftswissenschaften. Sie enthält verschiedene Übersetzungen aus dem Russischen. Die folgende Übersicht erhebt keinen Anspruch auf Aktualität oder Vollständigkeit:

## Bände (Auswahl)
- 1. Küntscher, Wolfgang: Vom Eisenerz zum Stahl. - Berlin : Aufbau-Verl, 1952. - 91 S. : Ill., graph. Darst. 1952
- 2. Stamm, Hans: Über die Erzeugung hoher Spannungen. - Berlin : Aufbau-Verl, 1952. - 127 S. : Ill., graph. Darst. 1952
- 3. Lingner, Reinhold: Landschaftsgestaltung. - Berlin : Aufbau-Verl, 1952. - 75 S. : Ill., graph. Darst., Kt.-Skizzen. 1952
- 4. Reinmuth, Ernst: Pflanzenkrankheiten und Pflanzenschädlinge : Wege zu ihrer Bekämpfung. - Berlin : Aufbau-Verl, 1952. - 99 S. : Ill. 1952
- 5. Mitscherlich, Eilhard Alfred: Ertragssteigerung durch richtige Düngung : Düngungsversuche zur Ermittlung quantitativer Ertragssteigerungen. - Berlin : Aufbau-Verl, 1952. - 90 S. : Ill., graph. Darst., Tab. 1952
- 6. Frühauf, Hans: Moderne Verfahren der elektrischen Nachrichtenübertragung. - Berlin : Aufbau-Verl, 1952. - 100 S. : Ill., graph. Darst., Tab. 1952
- 7. Stephanowitz, Peter: Kautschuk : vom Rohstoff zur Fertigware. - Berlin : Aufbau-Verl, 1952. - 83 S. : Ill., graph. Darst., Tab. 1952
- 8. Dehnert, Hans: Trinkwasser, Kanäle und Talsperren. - Berlin : Aufbau-Verl, 1952. - 97 S. : graph. Darst. 1952
- 9. Hardt, Herbert: Die Rüdersdorfer Kalkberge : Einführung in ihre Geologie. - Berlin : Aufbau-Verl, 1952. - 131 S. : Ill., graph. Darst., Tab., Kt. Enth.: Literaturverz. S. 123 - [129] 1952
- 10. Kappstein, Curt: Was wir über die Milch wissen. - Berlin : Aufbau-Verl, 1952. - 66 S. : Ill., Tab., graph. Darst. 1952
- 11. Hardt, Herbert: Schätze im norddeutschen Sand : eine geologische Betrachtung. - Berlin : Aufbau-Verl, 1953. - 88 S. : Ill., Tab., Kt.-Skizze. Enth.: Literaturverz. S. 88 - [89] 1953
- 12. Fëdorov, A. S.: "Feuerluft" : ein Büchlein vom Sauerstoff. - Berlin : Aufbau-Verl, 1953. - 70 S. : Ill., graph. Darst. Aus dem Russ. 1953
- 13. Ley, Hermann: Avicenna. - Berlin : Aufbau-Verl, 1953. - 84 S. 1953
- 14./15. Rapoport, Samuel M.: Was das Blut vermag. - Berlin : Aufbau-Verl, 1953. - 158 S. : Tab., graph. Darst. 1953
- 16. Kolobkov, N. V.: Gewitter und Stürme. - Berlin : Aufbau-Verl, 1953. - 72 S. : Ill. Aus dem Russ. 1953
- 17./18. Reihe Technik. Borchert, Rudolf: Licht und Beleuchtung / von Rudolf Borchert und Ernst Neumann. - Berlin : Aufbau-Verl, 1953. - 147 S. : Ill., graph. Darst., Tab.	1953
- 19. Berman, G. N.: Wie die Menschen zählen lernten. - Berlin : Aufbau-Verl, 1953. - 39 S. Aus dem Russ. 1953 Reihe Naturwissenschaften.
- 21.  Fëdorov, A. S.: Warum rosten Metalle? - Berlin : Aufbau-Verl, 1953. - 57 S. : Ill. - Aus dem Russ.Reihe Naturwissenschaften.
- 22.  Nesmejanov, A. N.: Markierte Atome. - Berlin : Aufbau-Verl, 1953. - 77 S. : graph. Darst., Tab. 1953 Reihe Naturwissenschaften.
- 23.  Klementev, S. D.: Ein wachsamer Helfer : Lichtelektrizität und ihre Anwendung. - Berlin : Aufbau-Verl, 1953. - 66 S. : graph. Darst., Ill. - Aus dem Russ.	1953 Reihe Technik.
- 24. Stamm, Hans: Über die Fortleitung elektrischer Energie. - Berlin : Aufbau-Verl, 1953. - 125 S. : graph. Darst. 1953 Reihe Technik.
- 25. Ruben, Walter: Indien gestern und heute. - Berlin : Aufbau-Verl, 1953. - 126 S. : Kt.-Skizze. 1953 Reihe Gesellschaftswissenschaften.
- 26. Fridland, L.: Hoher Blutdruck. - Berlin : Aufbau-Verl, 1953. - 71 S : Ill. - Aus dem Russ. 1953 Reihe Naturwissenschaften.
- 27.  Just, Gustav: Karl Marx zu Fragen der Kunst und Literatur. - Berlin : Aufbau-Verl, 1953. - 71 S. : Ill. 1953 Reihe Gesellschaftswissenschaften.
- 28. Zill, Walter: Was man von einer Landkarte wissen muss. - Berlin : Aufbau-Verl, 1953. - 127 S. : Ill., graph. Darst. 1953 Reihe Technik.
- 29. Ochotnikov, V. D.: Erstarrter Schall. - Berlin : Aufbau Verl, 1953. - 48 S. : Ill. - Aus dem Russ. 1953 Reihe Naturwissenschaften.
- 30. R Bittel, Karl: Karl Marx als Journalist. - Berlin : Aufbau-Verl, 1953. - 109 S. : Ill. 1953 eihe Gesellschaftswissenschaften.
- 31. Kudrjavcev, B. B: Die Bewegung der Moleküle. - Berlin : Aufbau-Verl, 1954. - 48 S : Ill. - Aus dem Russ. 1954 Reihe Naturwissenschaften.
- 32. Gürbig, Werner: Japan - das Westdeutschland Asiens. - Berlin : Aufbau-Verl, 1954. - 170 S. : Tab. - Enth.: Literaturverz. S. [171] 1954 Reihe Gesellschaftswissenschaften.
- 33. Schätzer, Léon: Keramik. - Berlin : Aufbau-Verl, 1954. - 91 S. : Tab., Ill. Reihe Technik.
- 35.  Urbach, Heinz: Virusforschung. - Berlin : Aufbau-Verl, 1954. - 115 S. : Ill., Tab. 1954 Reihe Naturwissenschaften.
- 36. Parenago, P. P.: Die Sternenwelt. - Berlin : Aufbau-Verl, 1954. - 130 S. : Ill., Tab., graph. Darst. - Aus dem Russ. 1954 Reihe Naturwissenschaften.
- 37. Scharonov, V. V.: Gibt es Leben auf anderen Planeten? - Berlin : Aufbau-Verl, 1954. - 57 S. : Ill., Tab. - Aus dem Russ. 1954 Reihe Naturwissenschaften.
- 38. Suslov, B. N.: Wasser. - Berlin : Aufbau-Verl, 1954. - 74 S. : Ill. - Aus dem Russ. 1954 Reihe Naturwissenschaften.
- 39. Bjalobceskij, G. V.: Schnee und Eis. - Berlin : Aufbau-Verl, 1954. - 58 S. : Ill. - Aus dem Russ. 1954 Reihe Naturwissenschaften.
- 40. Slavin, D. O.: Eigenschaften der Metalle. - Berlin : Aufbau-Verl, 1954. - 73 S. : Ill., Tab. - Aus dem Russ. 1954 Reihe Naturwissenschaften.
- 41. Popov, P. I.: Sonne und Erde. - Berlin : Aufbau-Verl, 1954. - 79 S. : Ill., graph. Darst. - Aus dem Russ.	1954 Reihe Naturwissenschaften.
- 42. Runge, Franz: Was die Chemie vermag : Ausgangsstoffe und Endprodukte der chemischen Industrie. - Berlin : Aufbau-Verl, 1954. - 97 S. : Ill. 1954 Reihe Technik.
- 45. Funder, Wilhelm: Freiherr vom Stein. - Leipzig [u.a.] : Urania-Verl, 1954. - 73 S. : Ill. 1954  Reihe Gesellschaftswissenschaften.
- 46. E. L. Krinow: Himmelssteine : mit 1 Tab. im Text. [Übers. von Edgar Scheitz]; Nebesnye kamni (dt.). Leipzig, Jena : Urania-Verlag 1954  Reihe Naturwissenschaften
- 47. A. L. Kolesnikow: Woraus die Welt besteht : D. J. Mendelejew u. d. Period. System d. Elemente; mit 3 Tab. im Text. [Ins Dt. übertr. von Edgar Scheitz]; Iz čego sostoit vselennaja (dt.) Leipzig, Jena : Urania-Verlag 1954 Reihe Naturwissenschaften
- 50. Büching, Franz: Literleistungen, Drehzahlen, Geschwindigkeiten : der Nutzen des Motorrennsports für den allgemeinen Automobilbau. - Leipzig [u.a.] : Urania-Verl, 1955. - 93 S. : Ill. - Nebent.: Liter, Drehzahlen, Geschwindigkeiten. 1955 Reihe Technik.
- 51.  Sarry, Brigitte: Eigenschaften und Bau der Atome. - Leipzig [u.a.] : Urania-Verl, 1955. - 115 S. : Ill., Tab., graph. Darst. 1955 Reihe Naturwissenschaften.
- 53. Kusin, P. S.: Die Wolga. - Leipzig [u.a.] : Urania-Verl, 1955. - 69 S. : Ill., Tab., graph. Darst. - Aus dem Russ. 1955 Reihe Naturwissenschaften.
- 55. Giessmann, Ernst-Joachim: Wie sich Geschosse bewegen : kleine Einführung in die Ballistik. - Leipzig [u.a.] : Urania-Verl, 1955. - 69 S. : Ill., graph. Darst. 1955 Reihe Technik.
- 56. Kilinski, Erich von: Die Elektrizität der Atmosphäre. - Leipzig [u.a.] : Urania-Verl, 1955. - 82 S. : Ill., graph. Darst. 1955 Reihe Naturwissenschaften.
- 57. Lange, Alfred: Nichteisenmetalle : ihr Wesen, ihre Gewinnung und Bedeutung in der Wirtschaft. - Leipzig [u.a.] : Urania-Verl, 1955. - 117 S. : Ill., graph. Darst., Tab. 1955 Reihe Technik.
- 58. Jacob, Gerhard: Elektroenergie. - Leipzig [u.a.] : Urania-Verl, 1955. - 101 S. : graph. Darst., Tab. 1955 Reihe Technik.
- 59. Elsässer, Theodor: Penicillin. - Leipzig [u.a.] : Urania-Verl, 1955. - 97 S. : Ill., graph. Darst., Tab. 1955 Reihe Naturwissenschaften.
- 60. Schlegel, Fritz: Das Leben Justus v. Liebigs : seine wissenschaftlichen Arbeiten für die Landwirtschaft. - Leipzig [u.a.] : Urania-Verl, 1955. - 72 S. : Ill., Tab. 1955 Reihe Naturwissenschaften.
- 62. Krügener, Hermann: Der Braunkohlentagebau. - Leipzig [u.a.] : Urania-Verl, 1955. - 66 S. : Ill. 1955 Reihe Technik.
- 63. Henriot, Ernest: Geschichte des Schiffbaus. - Leipzig [u.a.] : Urania-Verl, 1955. - 112 S. : Ill., Tab., graph. Darst. Reihe Technik.